# Greystone Mansion
Greystone Mansion, également connu sous le nom de Doheny Mansion, est un manoir néo-Tudor situé à Beverly Hills, dans l'État de Californie, aux États-Unis. Elle a été conçue par l'architecte Gordon Kaufmann et sa construction a été achevée en 1928, lorsque P. J. Walker and Company a pris possession de la résidence. La maison est connue pour avoir été utilisée dans plusieurs productions télévisées et cinématographiques.

## Utilisation
Greystone est actuellement désigné comme un parc public qui est parfois utilisé pour des événements spéciaux, notamment le Beverly Hills Flower & Garden Festival. La propriété est populaire en raison de son emplacement et de l'entretien de son jardin, mais aussi parce qu'elle a servi de lieu de tournage à plusieurs films et séries.